# アリシア・アマースト
アリシア・アマースト、アリシア・マーガレット・ティッセン＝アマースト、ロックリー男爵夫人（Alicia Amherst、1865年7月30日 - 1941年9月14日）はイギリスの園芸家、植物学者である。イギリスで最初とされる園芸の歴史の著作、History of Gardening in England (1895)の著者として知られる。

## 略歴
ドーセット州のPooleに、保守党の庶民院議員を務めた初代アマースト男爵、ウィリアム・ティッセン＝アマーストの5女に生まれた。父親は書籍や芸術品の収集家でもあり、母親は熱心な園芸愛好家であった。母親から園芸を学び、父親の膨大な書籍を読むことができた。
1898年に後に保守党の庶民院議員を務め、初代ロックリー男爵となる、イヴリン・セシルと結婚し、ミセス・イヴリン・セシルやバロネス・ロックリーの筆名で著作を行った。
1895年にAlicia M. T. Amherst名義で出版された"History of Gardening in England" (1895)は、それまで一般向けの園芸書としては実用的な手引書しかなかったので、筆者の予想を超えて、成功した書籍となった。出版後、1ヶ月内に結ばれた、改定版の契約は初版の10倍の金額が提示された。イギリスでの園芸の歴史を扱った書籍のさきがけとなり、アメリカの園芸家ニコルス（Rose Standish Nichols）の "English Pleasure Gardens"(1902）やドイツのゴートハイン（Marie-Luise Gothein）の"Geschichte der Gartenkunst"(1913)などのヨーロッパ・アメリカの園芸の歴史研究の書籍のさきがけとなった。
子供ができた後に執筆した"Children's Gardens" (1902) や "Children and Gardens" (1908)などの子供向けの著作や"London Parks and Gardens" (1907)などの著作がある。
園芸の歴史や、自らの庭園で育成した変種植物に関する科学的論文も執筆した。
海外での植物収集旅行を行い、モザンビークと南アフリカ（1899）、ローディア（1900）、セイロン、ニュージーランド、オーストラリア、カナダ（1927）を訪れた。イギリスに園芸学校が設立される時代であったので、女性が園芸学校に入学するのを勧めた。植物画など絵画の技術にも優れ、1900年に夫のイヴリン・セシルが出版した南アフリカの旅行記の挿絵や写真を製作した。
1673年に創立された古い植物園、チェルシー薬草園の存続運動に参加し、名誉運営委員となった。
1918年に大英帝国勲章を受勲した。園芸植物ヘーベ（Hebe）の園芸品種に'Alicia Amherst'の名前がつけられた。

## 著作
- The History of Gardening in England (1896, as Alicia M.T. Amherst)
- Children's Gardens (1902, as Mrs. Evelyn Cecil)
- London Parks and Gardens (1907, as Mrs. Evelyn Cecil; with illustrations by Lady Victoria Manners)
- Children and Gardens (1908)
- Wild Flowers of the Great Dominions of the British Empire (1935, as Mrs. Evelyn Cecil or Lady Alicia Rockley)
- Some Canadian Wildflowers: Being the First Part of Wild Flowers of the Great Dominions of the British Empire (1937, as Lady Rockley)
- Historic Gardens of England (1938, as Mrs. Evelyn Cecil)